# Смутно време
Смутно време е условно обозначен период от историята на Русия между 1598 и 1613 г. (според някои версии до 1618 г.). Терминът е въведен в руската историография.
Той е белязан от краткотрайното управление на цар Борис Годунов, природни бедствия, глад, многобройни случаи на самозванство и външна интервенция в руските земи, руско-полска, руско-шведска и гражданска войни, в съчетание с тежка институционална политическа, икономическа и социална криза в Руското царство.
Край на т.нар. смутно време слага Земският събор през 1613 г., който дава царската власт на династията Романови. Според други мнения смутното време продължава до края на руско-полската война през 1618 г.

## Причини
Смутното време възниква от редица причини и фактори. Руският историк Е. Ф. Шмурло подчертава следните:с. 194 – 5:
1. Прекъсването на династия Рюриковичи.
2. Борбата между болярите и царската власт, при която първите се стремят да запазят и увеличат традиционните привилегии и политическо влияние, а втората – да ограничи тези привилегии и влияние. Освен това болярите запазили позицията да заобикалят земските предложения и да не ги вземат под внимание. Някои изследвания оценяват ролята на болярите изключително негативно, като посочват, че „претенциите на болярите прерастват в пряка борба с върховната власт“, а техните „интриги силно утежняват положението на царската власт“.
3. Трудното икономическо положение на държавата. Походните кампании от Иван Грозни и Ливонската война изисквали значителни материални ресурси. Принудителното разселване на обслужващи хора и така нареченият Новгородски погром се отразяват негативно на икономиката на страната. Ситуацията се влошава катастрофално от настъпилия Велик глад в Русия (1601 – 1603) г., който съсипва хиляди големи и малки стопанства.
4. Дълбокият социален раздор в страната. Съществуващата система предизвика отхвърлянето на народни маси от избягали селяни, роби, обеднели граждани, свободни и градски казаци, както и значителна част от обслужващите хора.
5. Последиците от опричнината, която подкопава уважението към властта и закона.